# Dirk Frimout
Dirk Dries David Damiaan, Vicomte Frimout (* 21. März 1941 in Poperinge, Westflandern, Belgien) ist der erste belgische Astronaut.
Frimout erhielt sein Diplom als Elektroingenieur 1963 und ist seit 1970 Doktor der Physik. Von 1965 bis 1978 arbeitete er beim Belgischen Institut für Höhenforschung, bei dem er unter anderem Experimente mit Stratosphärenballons und Höhenforschungsraketen durchführte.
Danach wechselte er zur Europäischen Weltraumorganisation und koordinierte die Aktivitäten der Raumfahrerkandidaten und der Spacelab-Experimente. Ab 1989 arbeitete er im Europäischen Weltraumforschungs- und Technologiezentrum.
Bereits 1977 hatte er sich als Astronaut beworben, wurde aber nicht angenommen. Bei einem weiteren Anlauf 1985 war er erfolgreich. Frimout war als Ersatzmann für den Shuttleflug STS-61-K im Gespräch. Nach dem Absturz der Raumfähre Challenger wurde dieser Flug jedoch abgesagt, bevor die Mannschaft offiziell nominiert wurde.
Nach der Wiederaufnahme der Shuttleflüge betreute Frimout bei der NASA das Experiment ATLAS-1 (Atmospheric Laboratory for Applications and Science). Als der für den Raumflug vorgesehene Nutzlastspezialist Michael Lampton aus medizinischen Gründen aus der Mannschaft genommen werden musste, rückte Frimout nach.
Frimout startete am 24. März 1992 mit der Raumfähre Atlantis zu seinem ersten Raumflug. Zusammen mit sechs US-Amerikanern nahm er an der Mission STS-45 teil. Er umrundete die Erde dabei 143-mal und kehrte am 2. April 1992 wieder auf die Erde zurück.
Nach seinem Raumflug wurde Frimout durch den belgischen König Albert II. in den Adelsstand erhoben, sein Titel ist der eines Vicomte (französisch) oder Burggraaf (niederländisch). Im Mai 1992 wurde der Asteroid (5115) Frimout nach ihm benannt.
Im Jahre 1993 wechselte er von der ESA zu einer Forschungsabteilung bei der Telekommunikationsfirma Belgacom. 1994 gründete er die Stiftung Euro Space Foundation zur Förderung der Wissenschaft. Seit 1998 arbeitet er bei Flanders Language Valley Foundation, in Ypern und beschäftigt sich mit der Entwicklung von Sprachcomputern.
Dirk Frimout ist verheiratet und hat zwei Kinder.

## Belege
- Biografie (Memento vom 3. Dezember 2009 im Internet Archive) (englisch)
- spacefacts.de: Kurzbiografie

| Personendaten    | Personendaten                                                  |
| ---------------- | -------------------------------------------------------------- |
| NAME             | Frimout, Dirk                                                  |
| ALTERNATIVNAMEN  | Frimout, Dirk Dries David Damiaan Vicomte (vollständiger Name) |
| KURZBESCHREIBUNG | belgischer Astronaut                                           |
| GEBURTSDATUM     | 21. März 1941                                                  |
| GEBURTSORT       | Poperinge, Belgien                                             |